# 濫用的買収者
濫用的買収者（らんようてきばいしゅうしゃ）とは、一部のヘッジファンドなどに見られる様な、自身の短中期的利益の獲得を目的に企業の株式を取得し、株主の権利を濫用する事によって企業価値を損ねる活動を行う株主の事。乱用的買収者と表記されることもある。

## 判定基準
濫用的買収者に関しては、2005年に、東京高等裁判所がライブドアによるニッポン放送買収計画を巡って発生した訴訟（ライブドア・ニッポン放送事件）の際に、経営支配権の維持・確保を主要な目的とする発行も不公正発行に該当しない場合として例示したものがある（濫用的買収者との用語は用いられていない。）。これによると、具体的には、
1. 真に会社経営に参加する意思がないにもかかわらず、ただ株価をつり上げて高値で株式を会社関係者に引き取らせる目的で株式の買収を行っている場合（グリーンメーラー）
2. 会社経営を一時的に支配して当該会社の事業経営上必要な知的財産権、ノウハウ、企業秘密情報、主要取引先や顧客等を当該買収者やそのグループ会社等に移譲させるなど、いわゆる焦土化経営を行う目的で株式の買収を行っている場合
3. 会社経営を支配した後に、当該会社の資産を当該買収者やそのグループ会社等の債務の担保や弁済原資として流用する予定で株式の買収を行っている場合
4. 会社経営を一時的に支配して当該会社の事業に当面関係していない不動産、有価証券など高額資産等を売却等処分させ、その処分利益をもって一時的な高配当をさせるかあるいは一時的高配当による株価の急上昇の機会を狙って株式の高価売り抜けをする目的で株式買収を行っている場合

これをふまえ、ブルドックソース事件においては、東京高裁が明示的に「濫用的買収者」という語を用い、スティールが濫用的買収者に当たるとして防衛策の有効性を認めた。もっとも、その直後に最高裁においては株主の意思決定に重心をおいた判断基準が採用され、買収者が「濫用的買収者」か否かという判断基準は用いられていない。このため、現在の判例においては「濫用的買収者」なる概念は存在しないといえる。

## グリーンメーラーとの差異
濫用的買収者とグリーンメーラーは同義ではなく、グリーンメーラーは濫用的買収者の一つの形態、狭義の一つである。